# Dongsha, Guangdong
Dongsha (kinesiska: 东沙) är ett stadsdelsdistrikt (jiedao) i sydöstra Kina. Det ligger i stadsdistriktet Liwan i provinshuvudstaden Guangzhou i provinsen Guangdong.. Antalet invånare är 29 013. Befolkningen består av 13 209 kvinnor och 15 804 män. Barn under 15 år utgör 11,0 %, vuxna 15-64 år 81 %, och äldre över 65 år 7,0 %.